# Titularbistum Areopolis
Areopolis (ital.: Areopoli) ist ein Titularbistum der römisch-katholischen Kirche. 
Der Name des antiken Bischofssitzes verweist auf die Stadt Rabbat-Moab (in der Antike zeitweilig Areopolis) im heutigen Jordanien. Als Suffraganbistum war das Bistum von Areopolis dem Metropoliten von Petra unterstellt. 
| Titularbischöfe von Areopolis |                                                         |                                                          |                    |                    |
| Nr.                           | Name                                                    | Amt                                                      | von                | bis                |
| 1                             | Pedro Alcántara de la Santísima Trinidad OCD            | Apostolischer Vikar von Groß Mogul (Indien)              | 28. Januar 1728    | 3. November 1744   |
| 2                             | João da Madre de Deus Seixas da Fonseca Borges OSB      |                                                          | 28. September 1733 | 5. März 1768       |
| 3                             | Florêncio de Jesus de Nazaré OCD (Mikołaj Szostak)      | Koadjutorvikar, Apostolischer Vikar von Malabar (Indien) | 19. Januar 1746    | 26. Juli 1773      |
| 4                             | Tomasz Ignacy Zienkowicz                                | Weihbischof in Vilnius (Litauen)                         | 21. Juli 1755      | 9. Dezember 1790   |
| 5                             | William Wareing                                         | Apostolischer Vikar des Ost-Distrikts (Großbritannien)   | 5. Juni 1840       | 29. September 1850 |
| 6                             | Anton Frenzel                                           | Weihbischof im Ermland (Ostpreußen)                      | 27. September 1852 | 3. April 1873      |
| 7                             | Ciriaco María Sancha y Hervás                           | Weihbischof in Toledo (Spanien)                          | 28. Januar 1876    | 27. März 1882      |
| 8                             | Francesco Giordani                                      | Weihbischof in Ostia-Velletri (Italien)                  | 3. Juli 1882       | 2. November 1887   |
| 9                             | Gábor Szele                                             | Weihbischof in Eger (Ungarn)                             | 1. Juni 1888       | 9. Januar 1908     |
| 10                            | Henry Moeller Titularerzbischof pro hac vice            | Koadjutorerzbischof von Cincinnati (USA)                 | 27. April 1903     | 31. Oktober 1904   |
| 11                            | Lazër Mjeda Titularerzbischof pro hac vice              | Koadjutorerzbischof von Shkodra (Albanien)               | 24. Dezember 1904  | 14. April 1909     |
| 12                            | Paolo Emio Bergamaschi Titularerzbischof pro hac vice   | emeritierter Bischof von Troia (Italien)                 | 26. Juli 1910      | 10. Februar 1925   |
| 13                            | Angelo Giuseppe Roncalli Titularerzbischof pro hac vice | Apostolischer Delegat                                    | 3. März 1925       | 30. November 1934  |
| 14                            | Michael Joseph Keyes SM                                 | emeritierter Bischof von Savannah (USA)                  | 23. September 1935 | 7. August 1959     |
| 15                            | Leonardo Gregorio Gallardo Heredia                      | Weihbischof in San Juan de Cuyo (Argentinien)            | 13. Februar 1960   | 23. Mai 1961       |
| 16                            | René-Noël-Joseph Kérautret                              | Koadjutorbischof von Angoulême (Frankreich)              | 22. Juli 1961      | 9. Mai 1965        |